# Sawa Gertschew
Sawa Gertschew (bulgarisch Сава Герчев; * 22. Januar 1914; † unbekannt) war ein bulgarischer Radrennfahrer.

## Sportliche Laufbahn
Gertschew war Teilnehmer der Olympischen Sommerspiele 1936 in Berlin. Er bestritt dort mit dem bulgarischen Vierer die Mannschaftsverfolgung und belegte mit seinem Team (mit Bogdan Jantschev, Georgi Welinow und Marin Nikolow) den 12. Platz.